# Nețeni, Bistrița-Năsăud
Nețeni, mai demult Neț, Neți (în dialectul săsesc Naz, în germană Netzdorf, Netz, în maghiară Nec, Néc) este un sat în comuna Mărișelu din județul Bistrița-Năsăud, Transilvania, România.

## Vezi și
- Biserica de lemn din Nețeni

## Imagini

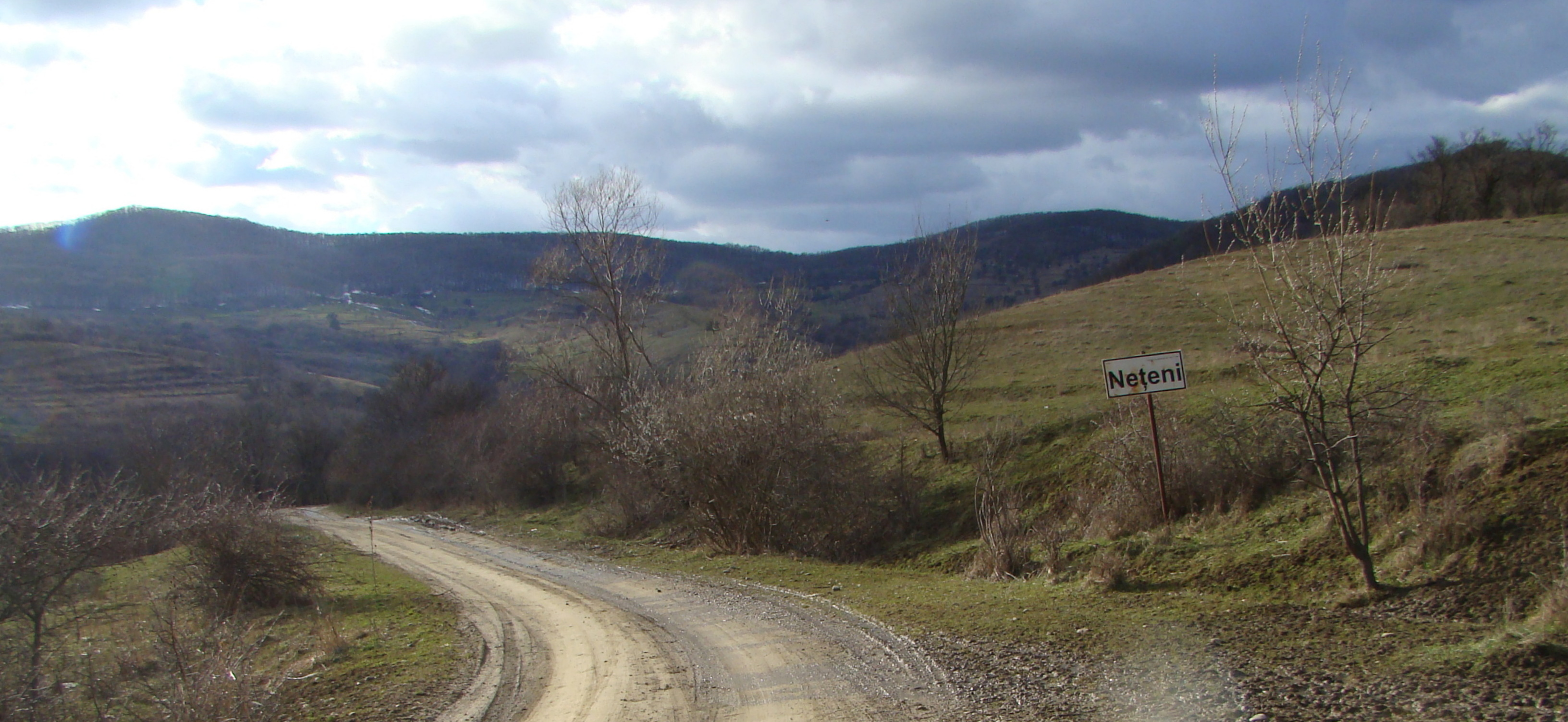
Intrarea în localitate
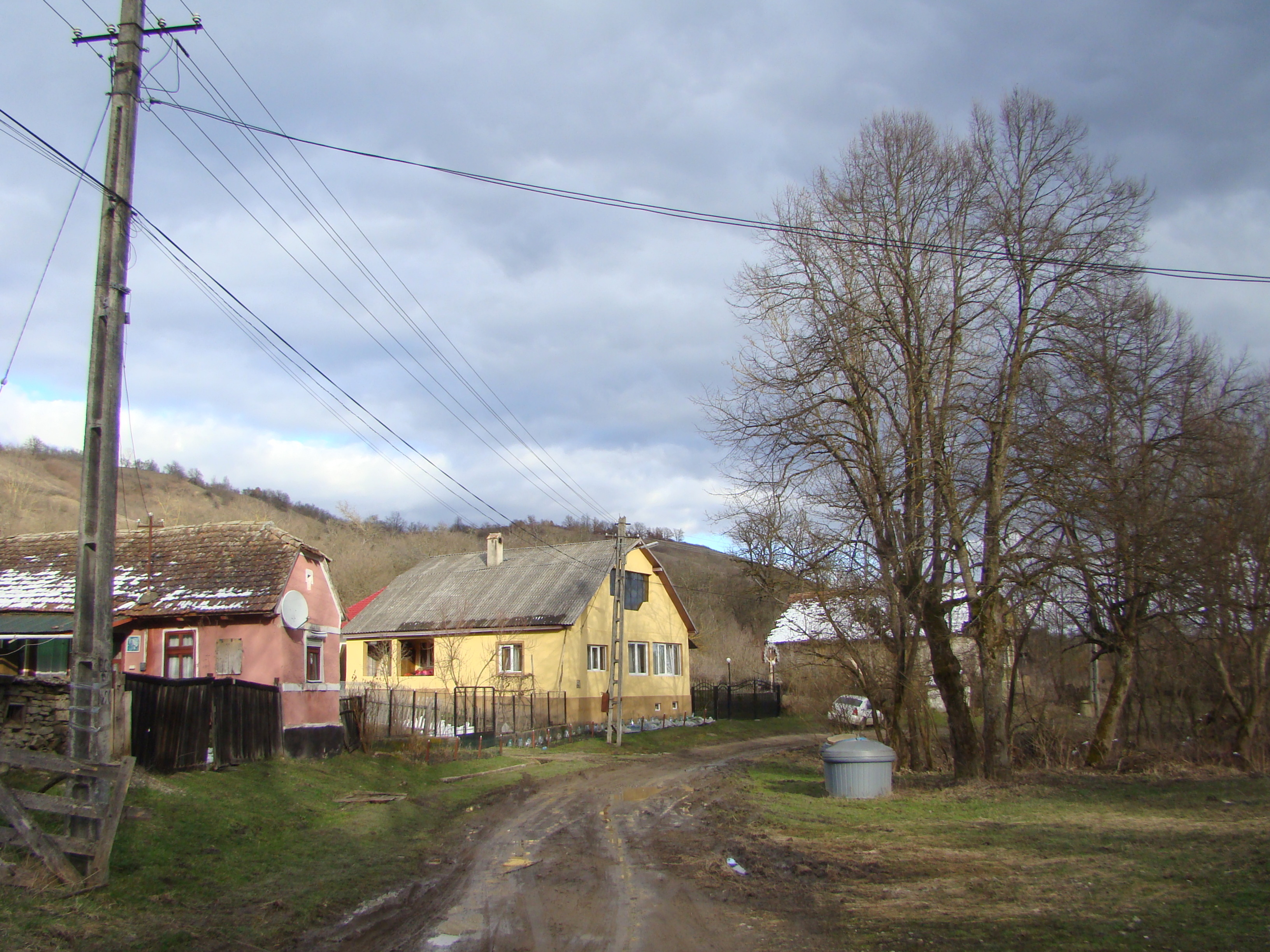
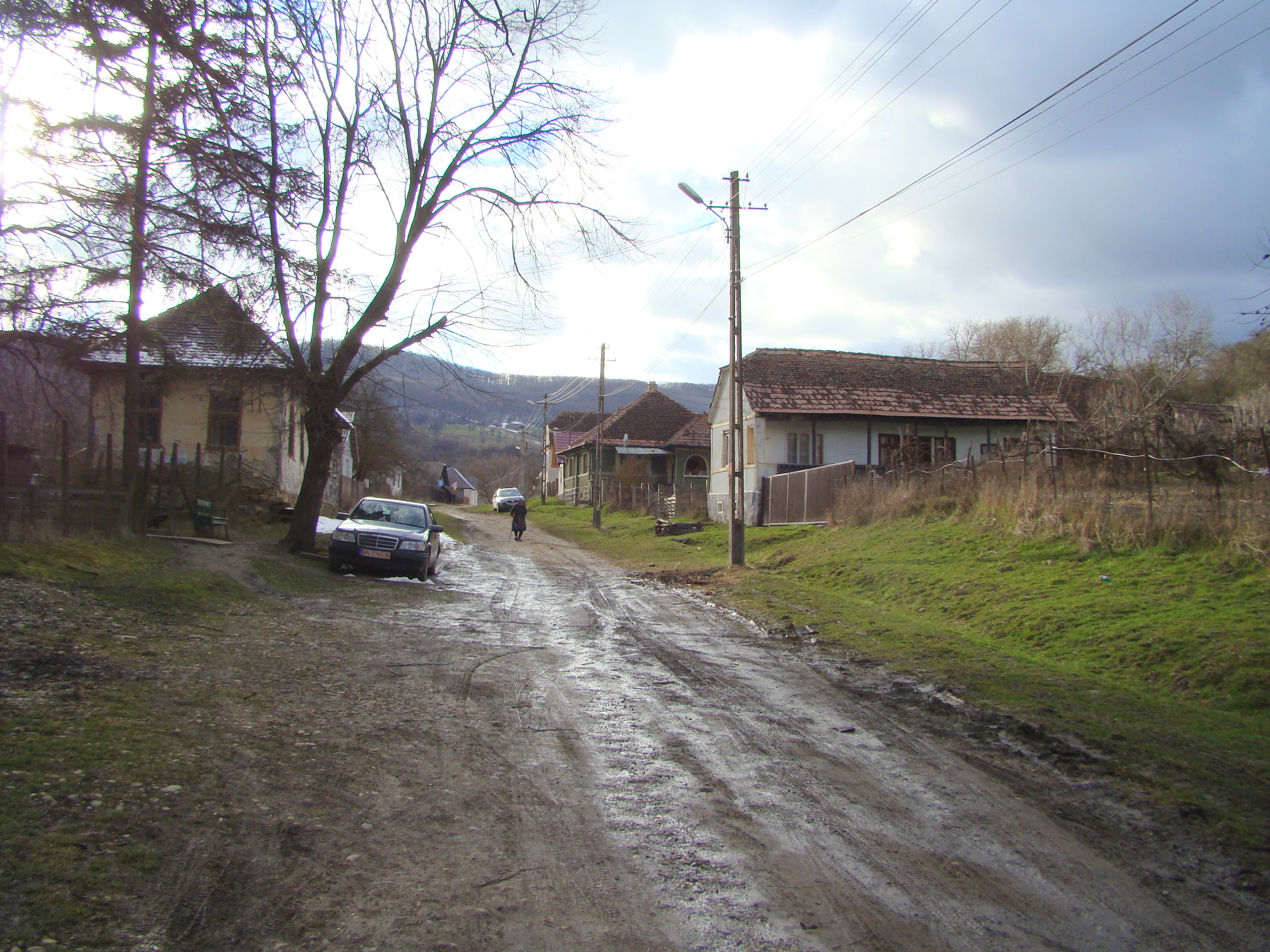
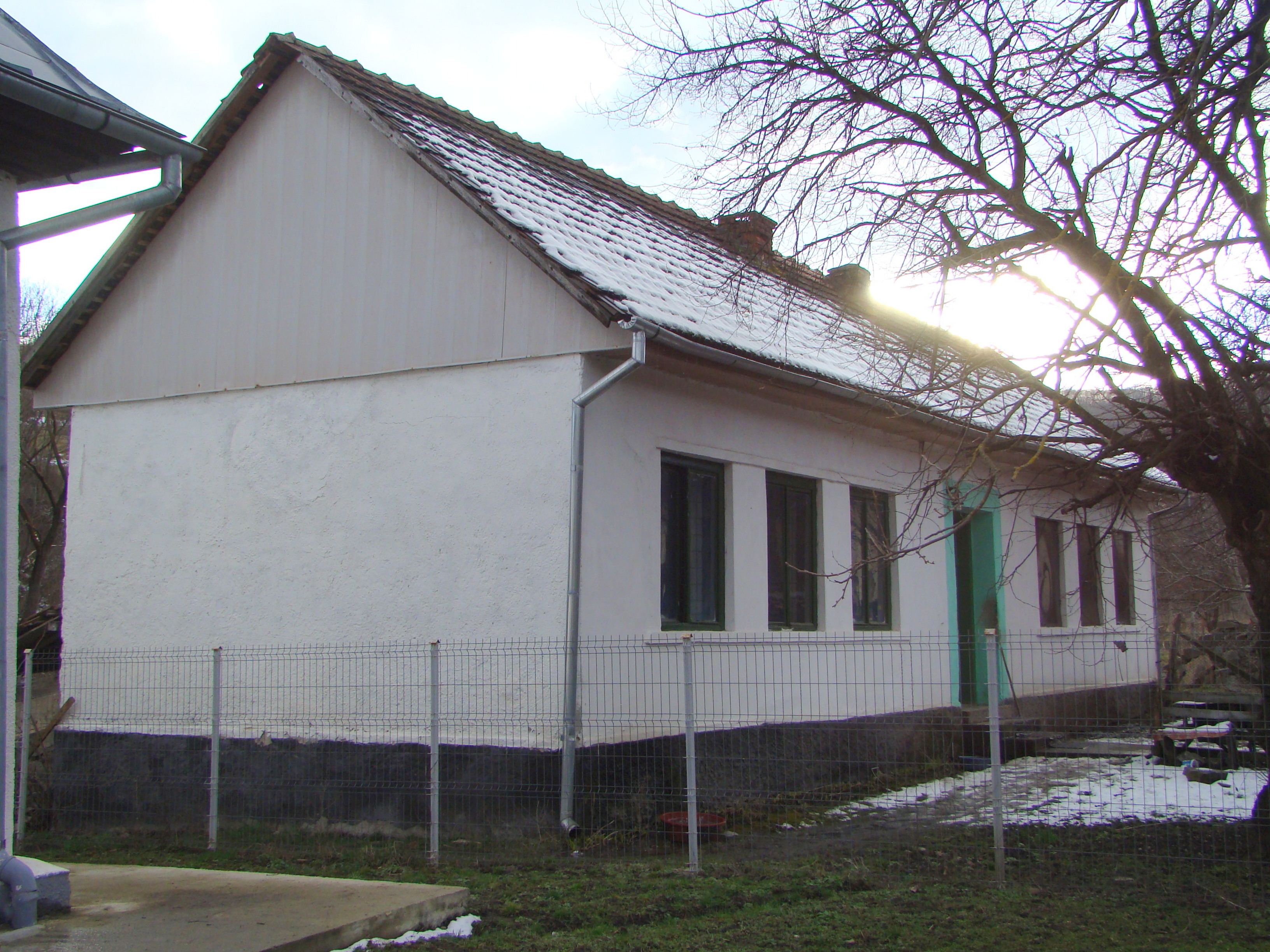
Clădirea fostei şcoli
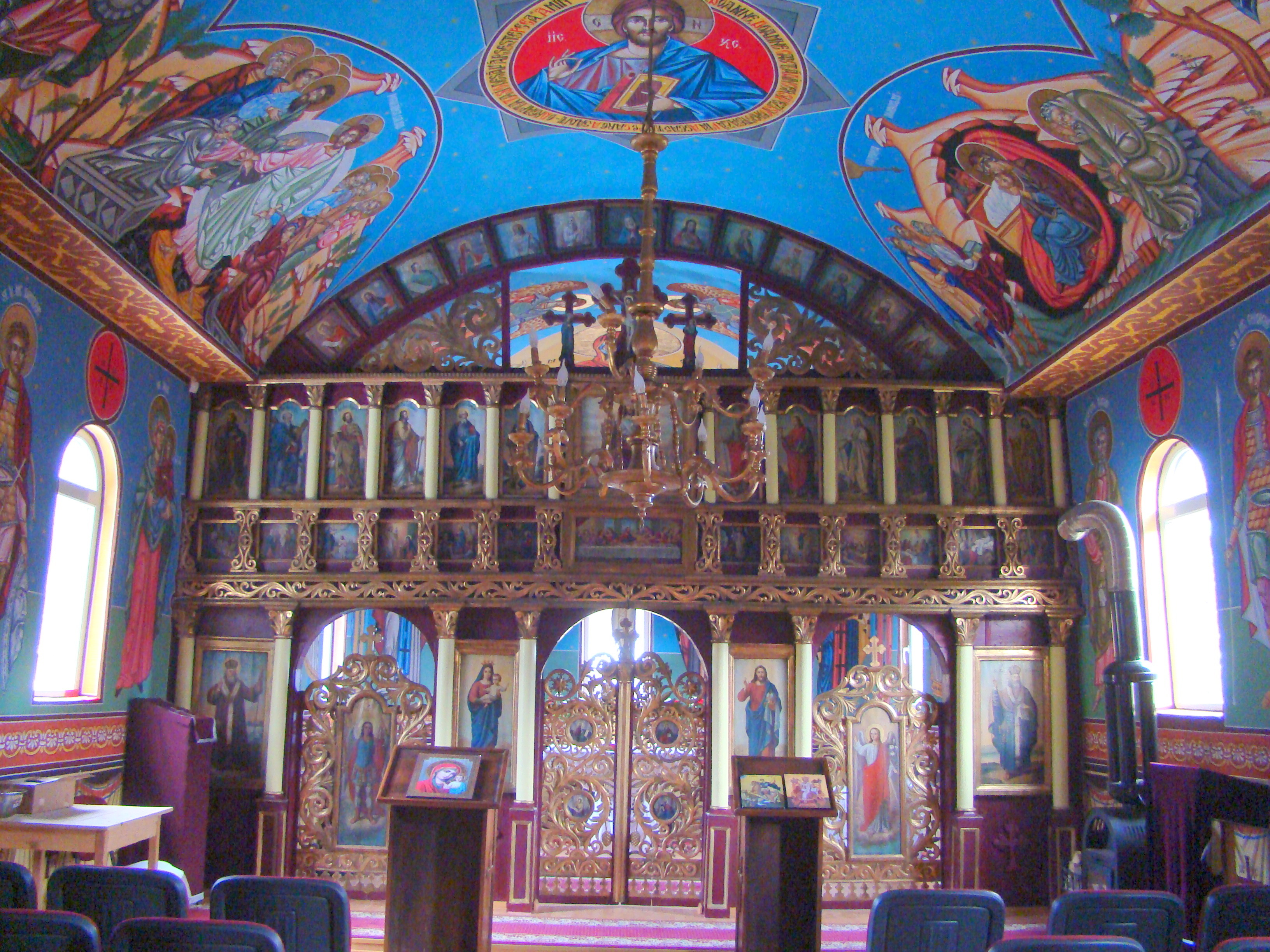
Biserica de lemn (iconostasul)